# Ban Gu
En aquest nom xinès, el cognom és Ban.
Ban Gu (xinès tradicional: 班固, xinès simplificat: 班固Wade-Giles: Pan Ku, 32–92), nom de cortesia Mengjian (孟堅), va ser un historiador i poeta xinès del segle i més conegut per la seva participació en la constitució del Llibre de Han. També va escriure el gènere principal de poètica de l'època Han, una mena de poesia amb prosa intercalada anomenada fu. Alguns són foren fetes antologia per Xiao Tong en la seva Seleccions de Literatura Refinada del segle sisè.

## Família de Ban Gu
- Ban Biao (班彪; 3-54 CE; pare)
  - Ban Gu (班固; 32-92; primer fill)
  - Ban Chao (班超; 32-102; segon fill)
    - Ban Xiong (班雄; ?-després del 107; fill major de Ban Chao)
    - Ban Shi (班始; ?-130; segon fill de Ban Chao)
    - Ban Yong (班勇; ?- 128; fill menor de Ban Chao)

  - Ban Zhao (班昭; 49-140; filla)